# تنطلق الصدع
Tripping the Rift هو مسلسل تلفزيوني كوميدي أمريكي / كندي عن الخيال العلمي للبالغين. وهو مبني على رسمين متحركين قصيرين تم نشرهما على الإنترنت بواسطة كريس مولر وتشاك أوستن. تم إنتاج المسلسل بواسطة CineGroupe بالتعاون مع شبكة Syfy. بعد الإلغاء من قبل تلك الشبكة الكبلية، واصلت CineGroupe إنتاج المسلسل لمحطات البث الأخرى في أمريكا الشمالية والدولية. تم بث المسلسل على قناة Space الكندية المتخصصة في عام 2004. وكانت شبكة الرسوم المتحركة الكندية Teletoon تبث المسلسل منذ أغسطس 2006. تم إنتاج الموسم الثالث بمشاركة وبث على Teletoon في عام 2007، وتم إصدار نسخة فيلم طويل. على DVD في عام 2008.
في عام 2006، تم اختيار المسلسل لإعادة بثه على Razer و The Comedy Network .

## الأصول
في عام 1997، التقى كريس مولر، الذي كان يعمل في المسلسل التلفزيوني الكرتوني King of the Hill والذي كان ينتج أفلام الرسوم المتحركة القصيرة مع Dark Bunny Productions ، مع Chuck Austen وعرض فكرتهم عن كوميديا الخيال العلمي إلى استوديو الرسوم المتحركة Film Roman . في أوائل عام 1998، أطلقوا أول طيار Love and Darph على الإنترنت. ظهرت شخصية Chode لأول مرة في عام 1994 القصير، ويسكونسن. في عام 2001، أصدر فيلم رومان دعابة Oh Brother للحلقة الثانية، وادعى كريس أن النسخة الكاملة قد تم إجراؤها، ولكن تم ترك إصدارها لفيلم رومان.

## إنتاج
في عام 2002، حصلت CinéGroupe على حقوق فيلم Love and Darph القصير الذي تبلغ مدته خمس دقائق وتوجهت إلى رسام الرسوم المتحركة بيرني دينك لتوجيه المسلسل، الذي تم إنتاجه بالاشتراك مع Sci Fi US . عمل فريق بيرني دينك في مونتريال على مرحلة ما قبل الإنتاج (تصميم الشخصية، والنمذجة والقوام) بينما عمل فريق مونتريال وماليزيا على الرسوم المتحركة والإضاءة والتركيب. تم اختيار الرسوم المتحركة Keyframe لجودتها وقدرات التحكم المتحركة.

## ضبط
تم تصميم الكون إلى حد كبير على غرار عالم Star Trek ، مع إشارات إلى «محرك الاعوجاج» وتقنية «النقل»، والسفر عبر الزمن، والاتحاد والفولكان. تتضمن السلسلة أيضًا عناصر مستعارة من مصادر أخرى مثل Star Wars ، 2001: A Space Odyssey و Battlestar Galactica .
الإعداد العام هو أن الفضاء المعروف مقسم سياسيًا بين قوتين عظميين: الاتحاد (بقيادة البشر، ومحاكاة ساخرة للاتحاد من Star Trek) وإمبراطورية Dark Clown Empire (محاكاة ساخرة لإمبراطورية المجرة من حرب النجوم). إمبراطورية المهرج المظلم هي دولة بوليسية استبدادية استبدادية، يقودها الشرير دارف بوبو. في المقابل، يعتبر الاتحاد من الناحية الفنية مجتمعًا ديمقراطيًا وحرًا، ولكن من الناحية العملية، تسيطر عليه الشركات العملاقة والبيروقراطيات المتضخمة. في نهاية المطاف، ينتهي الأمر بكلتا القوتين العظميين إلى استغلال وتقييد سكانهما، وإن كان ذلك بطرق مختلفة. على سبيل المثال، يتم تسويق القيمة الموضوعة على الحياة في الاتحاد لدرجة أن الروبوتات والروبوتات الواعية بشكل واضح يتم تقليلها إلى حالة العبودية بشكل أساسي. تمارس إمبراطورية المهرج المظلم العبودية الفعلية، وعلى الرغم من أن الاتحاد لا يفعل ذلك، فإن معظم سكانها (بما في ذلك البشر) يوصفون علانية بأنهم يعيشون في عبودية مأجورة. المكان الوحيد الذي يمكن لأي شخص أن يكون حراً فيه هو المنطقة الحدودية بين القوتين العظميين، والتي لا يسيطر عليها أي منهما بشكل مباشر. تُعرف هذه المنطقة الحدودية باسم «الصدع»، ومن ثم يُقال إن هؤلاء الخارجين عن القانون على هامش المجتمع الذين يتشبثون بحريتهم من خلال التحرك ذهابًا وإيابًا حول حدود الكونفدرالية / إمبراطورية المهرج المظلم للتهرب من الكشف هم "Tripping the Rift" تتبع السلسلة مجموعة من الخارجين عن القانون بقيادة تشود على متن سفينة الفضاء جوبيتر 42، حيث يقومون بوظائف غريبة وعادة ما يتابعون مخططات الثراء السريع المختلفة.

## الشخصيات
- تشود ماكبلوب (ستيفن روت) - قبطان السفينة. Chode هو خبير في الشارع، ووغد قوي ومطارد جنس، وعادة ما يجعل طاقمه يفعل ما يريد من خلال التلاعب والتهديدات. يرغب في الثروة وحياة أفضل.[4] هو متورط عاطفيا مع ستة. شقيقه التوأم، فيلبريك، هو ملك كوكب مولدافيا 5.
- ستة - تسمى أيضًا ستة من واحد (مدرجة على هذا النحو في الاعتمادات الختامية لكلا الإصدارين من الحلقة التجريبية، Love And Darph)، أو Six of Nine[متى؟] ، مسرحية على شخصية Seven of Nine من Star Trek Voyager وعبارة «ستة من واحد ونصف دزينة من الآخر») (باتريشيا بيكمان وتيري فاريل في الطيار (نسختان)، جينا غيرشون في الموسم الأول، كارمن إلكترا في الموسم الثاني وجيني مكارثي في الموسم 3) - Six هو أندرويد تم تصميمه ليكون عبدًا للجنس. تعمل كضابط العلوم في السفينة، وذلك بفضل ترقية البرمجة بواسطة Chode ؛ مما يثير استياءه، أن هذا التطور قد منحها أيضًا ضميرًا وشعورًا باللياقة، على الرغم من طبيعتها الجنسية الصريحة. غالبًا ما تُخرج الطاقم من المشاكل باستخدام سماتها ومهاراتها المثيرة في السرير. كشفت الحلقة الأخيرة من الموسم الثاني أنها صممت على غرار متعرية اسمها «حافة دزينة» (التي عبرت عنها باتي هيرست)، والتي تحولت لاحقًا إلى حياة الجريمة.
- T'Nuk Layor (غايل Garfinkle) - T'nuk هو سوء المزاج، الثلاثي الصدر، رباعي الأرجل، غرامي السفينة الطيار وطهي الطعام. في حين أن معظم الشخصيات الأخرى تعتبرها غير جذابة إلى حد كبير لأنها غير سارة، فإنها تعتبر جذابة على كوكبها (غير المعروف). تم اختيارها كطيار لأنها ماهرة في مراقبة سفينة الفضاء بوب. يعتمد اسمها على كلمة نووية ، في حين أن اسمها مكتوبًا بالعكس يقول Royal Kunt .
- Whip (Rick Jones) - Whip هو زاحف أجنبي ذو قدمين، وابن أخ Chode الباهت. يعمل كرئيس عمال السفينة، على الرغم من أنه نادرًا ما يُرى وهو يعمل، وعادةً ما يكون مراهقًا مندفعًا وشهوانيًا. كحرباء، فهو قادر على إخفاء مظهره والتشبث بالجدران، وكذلك تجديد أجزاء الجسم المفقودة.
- جوس (كريس مولر في الطيار، موريس لامارش في السلسلة) - جوس هو خادم تشود الآلي. إنه مهندس السفينة ويوحي إليه الآخرون بأنه مثلي الجنس (نكتة جارية، ينكر كثيرًا حياته الجنسية، غالبًا أثناء الانخراط في السلوك الجنسي المثلي النمطي). على الرغم من أنه أكثر ذكاءً من المحيطين به، إلا أنه مجبر على خدمتهم، لأن كائنات السيليكون مثله لا تتمتع بنفس حقوق الحياة القائمة على الكربون. لديه ساخر موقف والساخرة، والناتجة عن العديد من الإخفاقات التي عانى منها بسبب أفعاله أقل ذكاء زعماء القائمة على الكربون ". مظهره وصوته هو محاكاة ساخرة لـ C-3PO (في الاعتمادات الافتتاحية، حيث يستخدم مكنسة كهربائية على شكل R2-D2).
- سفينة الفضاء بوب (جون ميلينديز) - بوب هو الذكاء الاصطناعي الذي يتحكم في سفينة جوبيتر 42 (إشارة إلى Lost In Space). يعاني من رهاب الخلاء، وغالبًا ما يعاني من نوبات هلع في أوقات غير مناسبة. فقط إهانات تنك يمكن أن تخرجه من نوبات الذعر. إنه يرغب أيضًا في Six ، رغم أنها تقول إنهم مجرد أصدقاء. بوب هو محاكاة ساخرة لعام 2001: هال 9000 في أوديسا الفضاء . في الحقيقة، في إحدى الحلقات، يتولى برنامج هال سفينة الفضاء، ويعيق أفعالهم لأنه برنامج كمبيوتر «يرفض فعل أي شيء».
- دارف بوبو (كريس مولر في الطيار، تيرينس سكاميل في السلسلة) - دارف بوبو هو القائد الأعلى لإمبراطورية مهرج الظلام. انه يريد تولي الكون لأنه كان مثار باعتباره طفل (معظمهم من Chode). التحق بالمدرسة الثانوية مع Chode ، وقضى الاثنان أيضًا بعض الوقت في السجن معًا. لديه زوجة يقلل من شأن برنيس، وابنتان، المراهق بابيت وطفل أصغر لم يذكر اسمه. غالبًا ما يُرى بوبو مع حراسه «جندي المهرج» - محاكاة ساخرة لقوات Storm Troopers ، في حين أن الاسم عبارة عن تلاعب في استنساخ الجنود. يعتبر كل من اسمه وزيه محاكاة ساخرة لـ Darths من أفلام Star Wars ، وكذلك رغبته في إنشاء "Death Orb"، وهي محطة قتال مميتة، وهي محاكاة ساخرة لنجم الموت.
- الكابتن آدم فرانسيس شاتنر (يسمى أيضًا القائد آدم) - الكابتن آدم هو قبطان سفينة كونفدرالية. لديه زوجة مستبدة، نانسي، وابن مستنسخ اسمه آدم 12. كان معروفًا بابتزاز Chode للقيام بعمله القذر. نمط حديث آدم المتوقف والمبالغ فيه هو محاكاة ساخرة لتصوير ويليام شاتنر لجيمس تي كيرك. Adam 12 هو إشارة إلى Adam-12 ، البرنامج التلفزيوني الخاص بالشرطة. من بين الأشياء المثيرة للجدل طوال السلسلة أنه هو وابنه يمتلكان قضيبًا صغيرًا جدًا.

## الحلقات

### طيار
- "Love and Darph" (1998) (نسختان مع حوار مختلف لـ Six)
- "Oh Brother" (مقدمة تشويقية) (2001)

### الموسم 1
1. 03/04/2004 «الله طيارنا» [5] يختطف Chode و Gus سفينة إجازة تسافر عبر الزمن حتى فجر الزمن، ويقتلان الله بطريق الخطأ، مما يتسبب في حقيقة تحدث أشياء مستحيلة بسبب موت الله.
2. 03/11/2004 «كرة التشويه» سوف يسقط الاتحاد جميع التهم الموجهة إلى Chode إذا كان بإمكانه إحضار مالك، لاعب كرة التشويه المتقاعد في مباراة أخيرة... وتتعقد الأمور عندما يمارس تنك الجنس مع مالك ويكتشف أنه إنسان آلي بينما مالك الحقيقي أصبح في حالة من الفوضى المتضخمة.
3. 03/18/2004 شاركت "Miss Galaxy 5000" Chode في مسابقة Six (التي تحتقر مسابقات ملكات الجمال بسبب تحيزها الجنسي ومهانة النساء) في مسابقة جمال ضد ابنة عدوه اللدود، دارف بوبو. في هذه الأثناء، يدرب جوس تنوك لتكون متسابقة في مسابقة ملكة الجمال.
4. 03/25/2004 تم تعيين Chode "Sidewalk Soiler" لإعدامه بسبب بصق العلكة على كوكب حيث يعاقب على إلقاء القمامة بالإعدام.
5. 04/01/2004 يبيع Chode "The Devil and a Guy Named Webster" روحه إلى الشيطان لتجنب الكارثة وأمله الوحيد هو Emmanuel Lewis (TV's Webster).
6. 04/08/2004 تم استدعاء نموذج Gus "Totally Recalled" بينما يتلقى Chode زيارة من جده.
7. 04/15/2004 «2001 حماقات الفضاء» تشود تدخل في مخطط من قبل دارف بوبو لإفساد كوكب البدائيين.
8. 04/22/2004 «القوة إلى ثقب الباب» يصل الطاقم إلى كوكب فلوريديا 7 وسط الانتخابات الرئاسية لاتحاد المهرج المظلم. تم اختيار Chode للتغلب على مرشح Dark Clown Federation ، جورج جودفيلو، بينما تأخذ T'nuk صفحة من السيرة الذاتية لمونيكا لوينسكي وتحاول خداع Goodfellow للتحرش بها جنسيًا حتى تصبح مشهورة.
9. 05/06/2004 «الطبيعة مقابل. Nurture» يتاجر Chode مع شقيقه التوأم المفقود منذ فترة طويلة، ملك Muldavia 5.
10. 05/13/2004 "Aliens، Guns & A Monkey" في الطريق لتسليم ماسة قرد، يعلق الطاقم على كوكب حيث يحمل كل فرد مسدسًا.
11. 05/20/2004 "Emasculating Chode" يقوم Darph Bobo باختطاف Whip (الذي يشعر وكأنه يعامل مثل طفل) ويقطع أحد مخالب Chode ، مما يتسبب في حدوث أزمة Chode حول رجولته.
12. 05/27/2004 «الحب ينتصر على الجميع. . . تقريبا» يلعب Chode دور الخاطبة لأطفال أعدائه لدودين من أجل الحصول على المال لسداد ديون ضخمة.
13. 06/03/2004 يأتي فيلم "Android Love" Six عبر صديق قديم يعمل في نادي رجال التعري.

### الموسم 2
1. 07/27/2005 "Cool Whip" [6] أصبح السوط مشهورًا على كوكب بعد الاستيلاء على السفينة عن طريق الخطأ.
2. 07/27/2005 «هل تريد أن تضع هذا إلى أين؟» ينتهي الأمر بشود ورفاقه على كوكب يسكنه المثليون فقط.
3. 08/03/2005 «حبيبي، لقد تقلصت الطاقم» بعد أن سرق تشود هويته وبطاقته الائتمانية، يسعى دارف بوبو للانتقام.
4. 08/10/2005 «سفينة الأشباح» بعد نفاد الوقود، يجب على الطاقم مواجهة مخاوفهم الكبرى على متن سفينة أشباح.
5. 08/17/2005 تم القبض على جد "Benito's Revenge" جد تشود في إحدى مخططات دارف بوبو.
6. 08/24/2005 «الكل مقابل لا شيء»
7. 08/31/2005 «الخنق الشديد»
8. 09/14/2005 «روزويل»
9. 09/21/2005 «سانتا كلونزا»
10. 09/28/2005 «لم شمل مدرسة Chode and Bobo الثانوية»
11. 10/05/2005 "Creaturepalooza"
12. 10/12/2005 «تجربة قرب الموت في تشود»
13. 10/19/2005 «ستة، أكاذيب وشريط فيديو»

### الموسم 3
1. 09/06/2007 "Chode Eraser"
2. 09/13/2007 "Shankenstein" [7]
3. 09/20/2007 "To eBay or Not to eBay"
4. 10/11/2007 "23
5. 10/18/2007 «ضحكة مكتومة لدغ الغبار»
6. 10/25/2007 «الحاجة إلى الجشع»
7. 11/01/2007 «هولو تشود»
8. 11/08/2007 "غزاة الفخار الضائع لـ * / @؟ #!
9. 11/15/2007 «حماية الشهود»
10. 11/22/2007 «الابن يقوم أيضا»
11. 11/29/2007 «استيلاء شديد»
12. 12/06/2007 «معركة الانتفاخ»
13. 12/13/2007 «سوط مأساوي»

## البث الدولي
تم بث العرض على Space in Canada وقناة Sci Fi في الولايات المتحدة في مارس 2004. بدأت Sky One بث العرض في المملكة المتحدة في أوائل عام 2005. بث الفضاء وقناة الخيال العلمي الموسم الثاني في خريف عام 2005. في أمريكا اللاتينية ظهر على Adult Swim . يظهر العرض في أستراليا على قناة Sci Fi . إعادة تشغيل عرض الهواء في كندا على الفضاء . في روسيا، بثت قناة تلفزيونية موسيقية Muz TV الموسم الأول والثاني في عام 2007، والموسم الثالث في أوائل عام 2008. تُبث الحلقة حاليًا على قناة 2x2 . في ألمانيا، تعرض قناة DMAX (قناة تلفزيونية) الموسم الأول والثاني بدءًا من مارس 2009. في بلغاريا، يبث PRO BG الموسم الأول والثاني بدءًا من سبتمبر 2009 والموسم الثالث في أكتوبر 2009. تشمل الأقاليم الرئيسية الأخرى فرنسا وإيطاليا وبلجيكا والبرتغال والسويد وإسبانيا وأوروبا الوسطى.

## تنطلق الصدع: الفيلم
أصدرت Anchor Bay فيلم Tripping the Rift: The Movie على دي في دي في 25 مارس 2008.  تدور القصة حول حفلة عيد ميلاد Chode والأحداث التي تحدث أثناءها وبعدها، وكلها دفعت خصمه Darph Bobo إلى إرسال الروبوت المهرج القاتل للسفر عبر الزمن لاغتيال Chode.
يتكون الفيلم من لقطات من الموسم ثلاث حلقات "Chode Eraser"، "Skankenstein"، "Raiders of the Lost Crock of * @ # ؟!" و «حماية الشاهد» مع أجزاء جديدة من اللقطات الإضافية تجمعهم معًا في كل متماسك بشكل غير محكم.
بينما تم الترويج للفيلم على أنه غير خاضع للرقابة، لم يتم ترك سوى الحوار دون رقابة، مع بقاء العري محجوبًا بواسطة البالونات «الخاضعة للرقابة»
قرص DVD الإضافي الرئيسي هو "Captain's Log: Making of Tripping the Rift: The Movie". تميزت شركة Best Buy الحصرية بقرص DVD ثاني بثلاث حلقات من المسلسل تركز على Six.
- قائمة برامج الخيال العلمي التلفزيونية

## روابط خارجية
- تنطلق الصدع على موقع IMDb (الإنجليزية)
- تنطلق الصدع على موقع ميتاكريتيك (الإنجليزية)
- تنطلق الصدع على موقع كينوبويسك (الروسية)
- تنطلق الصدع على موقع ألو سيني (الفرنسية)
- تنطلق الصدع على موقع قاعدة بيانات الفيلم (الإنجليزية)

- موقع Tripping the Rift الرسمي. مؤرشفة من [www.trippingtherift.tv الأصل في 22 سبتمبر 2008.
- موقع Tripping the Rift الرسمي (Syfy). مؤرشفة من الأصلي في 1 يوليو 2004. يتطلب دليل الحلقة وملفات تعريف الشخصيات اقتباس كتلة لرؤية النص
- Tripping the Rift في قاعدة بيانات الرسوم المتحركة الكبيرة